# Casa de John Coleman
La Casa de John Coleman, también conocida como Grassdale, es una histórica casa de plantación ubicada en Eutaw, Alabama, Estados Unidos.

## Historia
La casa de estilo I-house con estructura de madera de dos pisos fue construida por John Coleman (un nativo de Edgefield, Carolina del Sur) en una propiedad que se estableció en 1819. Coleman tuvo 75 esclavos durante el censo de Estados Unidos de 1840 del condado de Greene. La casa se colocó en el Registro Nacional de Lugares Históricos como parte de los Recursos Temáticos de Casas Antebellum en Eutaw el 6 de diciembre de 1982, debido a su importancia arquitectónica. Los miembros de la familia Coleman, así como muchos esclavos, están enterrados en un cementerio cercano a la casa. Actualmente la casa se utiliza como pabellón de caza.